# Michael Trangbæk
Michael Trangbæk (* 30. September 1962 in Aarhus, Dänemark) ist ein dänischer Journalist und Moderator.

## Leben
Michael Trangbæk begann 1992 seine Karriere beim Fernsehen als Moderator und Reporter bei  TV 2/Østjylland als Mitglied des Regionalsenders TV Syd. Später begann er die Morgennachrichten bei TV 2 zu moderieren. Ab 2001 war er Moderator für TV 2|FINANS und seit 2006 ist er Nachrichtensprecher für TV 2 NEWS.